# Willy Schwabacher
Willy Schwabacher (Francoforte sul Meno, 22 luglio 1897 – Stoccolma, 30 agosto 1972) è stato un numismatico tedesco, specializzato nella monetazione greca antica.

## Biografia
Schwabacher proveniva da una famiglia di numismatici, il nonno era il numismatico e commerciante Adolph E. Cahn, i cugini erano Herbert A. Cahn e Erich B. Cahn, il padre Heinrich Wilhelm Schwabacher era un commerciante di monete. Dopo il diploma passò sotto le armi dal 1916 al 1918 nella prima guerra mondiale. Nel 1918 iniziò lo studio dell'architettura a Darmstadt, ma dal 1921 iniziò a studiare archeologia classica, storia antica e storia dell'arte antica all'Università Ludwig Maximilian di Monaco. Il 31 luglio 1924 si diplomò con Paul Wolters con un lavoro Die Tetradrachmenprägung von Selinunt. Dal 1927 al 1930 fu assistente al museo di Augusta. Dal 1932 al 1933 Schwabacher, con il finanziamento del Deutsches Archäologisches Institut, viaggiò in Italia, Grecia e Turchia. In seguito lavorò due anni agli scavi del DAI al Ceramico al Atene. Per motivi razziali, Schwabacher era ebreo, nel 1935 fu allontanato dagli scavi e dall'istituto.
Dapprima, come molti altri archeologi tedeschi in esilio, Schwabacher trovò rifugio nell'Österreichisches Archäologisches Institut, poi nel 1938 si recò nel Regno Unito e nel 1939 in Danimarca. Qui lavorò al reale gabinetto numismatico danese (Den Kongelige Mønt- og Medaillesamling del Museo nazionale danese a Copenaghen. Quando le Gestapo nell'ottobre del 1943 iniziò a preparare la deportazione di tutti gli abitanti ebrei della città, Schwabacher fu uno degli ebrei che furono salvati dalla resistenza danese e andarono in Svezia
Entrò nella Freier Deutscher Kulturbund e lavorò come archivista. A Stoccolma lavorò poi al Kungliga Myntakabinettet (Reale gabinetto numismatico), di cui fu il conservatore dal 1954 al 1963. Nel 1952 divenne docente all'Università di Stoccolma, e nel periodo 1965-66 all'Università di Princeton. Schwabacher rimase in Svezia e non tornò più per motivi professionali in Germania. Tradusse anche della letteratura specialistica svedese in tedesco.
Nel 1963 gli fu conferita la medaglia della Royal Numismatic Society.

## Pubblicazioni
- Die Tetradrachmenprägung von Selinunt. In: Mitteilungen der Bayerischen Numismatischen Gesellschaft 43, 1925, S. 1-89.
- Die Voit von Salzburg'sche Münz- und Medaillensammlung der Universitätsbibliothek Erlangen, Kress & Hornung, Monaco 1933
- Das Demareteion, Dorn, Bremen 1958 (Opus nobile, Heft 7)
- Griechische Münzkunst. Kurze Kunstgeschichte an Beispielen aus der Sammlung S. M. Gustav VI. Adolf, König von Schweden, von Zabern, Mainz 1974

Un completo elenco delle pubblicazioni di Willy Schwabacher si trova in Schweizerische Numismatische Rundschau 46, 1967, 5-24 und 52, 1973, 162-166.